# Ahmed Abdullah
 (octobre 2015).
Si vous disposez d'ouvrages ou d'articles de référence ou si vous connaissez des sites web de qualité traitant du thème abordé ici, merci de compléter l'article en donnant les références utiles à sa vérifiabilité et en les liant à la section « Notes et références ».
Ahmed Abdullah (né Leroy Bland) est un trompettiste de jazz américain né le 10 mai 1947 à New York.

## Biographie
Ahmed Abdullah a commencé à apprendre la trompette à l'âge de 13 ans. Après des débuts dans le rhythm and blues, il a commencé à pratiquer le free jazz en 1964. On a pu l'entendre avec des musiciens comme Ed Blackwell, Sam Rivers, Arthur Blythe, Chico Freeman, Marion Brown, Charles Brackeen, Machali Favors, Billy Bang...
Il a participé pendant plusieurs années à l'« Arkestra » de Sun Ra et apparaît sur 25 albums de ce dernier. Après la mort de Sun Ra, il a dirigé le groupe « Diaspora » (« Dispersions of the Spirit of Ra » — sic) qui perpétue la musique du pianiste.
Ahmed Abdullah a dirigé ses propres groupes : « Abdullah Life's Force », « Solomonic Quintet », « NAM », « Ebonic Tones »... Il a enregistré quelques disques sous son nom (cf. discographie sur le lien).
Ahmed Abdullah est toujours très actif. Il est, par ailleurs, enseignant à la « New School University » de New-York.